# 공주정보고등학교
공주정보고등학교(公州情報高等學校)는 대한민국 충청남도 공주시 금흥동에 있는 사립 고등학교이다.

## 학교 연혁
- 1978년 4월 29일 : 학교법인 예성학원 설립인가 (설립자 한길례)
- 1978년 6월 27일 : 제1차 교사 신축 기공식
- 1978년 11월 8일 : 학교설립 본 인가(공주여자상업고등학교 12학급)
- 1978년 11월 18일 : 초대 한길례 교장 취임
- 1979년 3월 3일 : 제1회 입학식(상업과 4학급)
- 1997년 4월 25일 : 한길례 이사장 취임
- 1999년 3월 1일 : 공주정보고등학교로 교명 변경
- 2011년 11월 15일 : 예성관(체육관) 준공
- 2016년 6월 29일 : 학과 신설(보건간호과 1학급)
- 2020년 7월 9일 : 예성학사(기숙사) 준공
- 2020년 7월 29일 : 학과변경(금융정보과 2학급 → 경영정보과 1학급, 소방안전과 1학급)
- 2022년 9월 1일 : 제12대 이연하 교장 취임
- 2023년 1월 18일 : 제42회 졸업식
- 2023년 3월 2일 : 2023학년도 입학식

## 설치 학과
- 보건간호과
- 경영정보과
- 소방안전과

## 참고 자료
- 공주정보고등학교 - 한국교육학술정보원 학교알리미